# 车轮笠螺
车紋笠螺（学名：Cellana radiata），是原始腹足目笠螺科盖笠螺属的一种。主要分布于马来西亚、印度尼西亚、台湾，常栖息在潮间带的岩礁上、潮间带。